# 신마카오협회
신마카오협회(중국어: 新澳門學社, 포르투갈어: Associação de Macau Novo)는 1992년에 설립된 마카오의 정당이다.